# Hinton Waldrist Castle
Hinton Waldrist Castle ist eine abgegangene Burg im Dorf Hinton Waldrist, etwa 12 km nördlich von Wantage in der englischen Grafschaft Oxfordshire (bis 1974: Berkshire).
Die Burg war ursprünglich eine hölzerne Motte mit Burggraben, die von der Familie St Valery nach der normannischen Eroberung Englands 1066 errichtet wurde. Im späteren Mittelalter wurde die Burg in Stein neu errichtet und gehörte den Bohuns, den Earls of Hereford. Mary de Bohun wurde hier aufgezogen und heiratete Henry of Bolingbroke, den späteren König Heinrich IV. Ihr Sohn, König Heinrich V., besuchte die Burg in seiner Jugend häufig.
Heute sind nur noch Erdwerke erhalten.